# Bandera de Lesotho
La bandera de Lesotho fou adoptada el 4 d'octubre de 2006. Presenta tres bandes tricolors horitzontals (blau, blanc i verd) que representen els elements de la divisa nacional que celebra la pluja, la pau i la prosperitat. Al centre, es representa en negre, un capell cònic tradicional Basotho que simbolitza la unitat.
La bandera antiga representava les armes tradicionals de Basotho. Havia estat instaurada durant un govern militar i el canvi va venir degut a mostrar una orientació més pacifista.

## Construcció i dimensions

Plantilla de construcció de la bandera.

### Colors
| Model de color | Blau        | Blanc         | Verd        | Negre          |
| -------------- | ----------- | ------------- | ----------- | -------------- |
| CMYK           | 100-80-0-38 | 0-0-0-0       | 100-0-55-42 | 100-100-100-99 |
| RGB            | 0, 32, 159  | 255, 255, 255 | 0, 149, 67  | 0, 0, 0        |
| HTML           | #001489     | #FFFFFF       | #009A44     | #000000        |

## Banderes històriques

1966-1987
1987-2006